# Вільянуева-де-Алькардете
Вільянуева-де-Алькардете (ісп. Villanueva de Alcardete) — муніципалітет в Іспанії, у складі автономної спільноти Кастилія-Ла-Манча, у провінції Толедо. Населення — 3792 особи (2010).
Муніципалітет розташований на відстані близько 100 км на південний схід від Мадрида, 90 км на схід від Толедо.

## Демографія
Динаміка населення (INE ):

## Галерея зображень

Розташування муніципалітету у провінції Толедо